# Llotja d'Eivissa
La Llotja d'Eivissa va ser una llotja existent a Dalt Vila d'Eivissa entre final del segle xiv fins al segle segle xviii.
La primera referència a la Llotja d'Eivissa es troba en un document del Llibre de Clavaria dels anys 1373-1374. Sembla que hi havia una sala per a magatzem de gra i una cisterna, però també s'utilitzava per a cerimònies oficials. L'edifici fou reconstruït el 1435 i es troba documentat fins al segle xviii, quan devia desaparèixer.
Era a l'actual espai del mirador de Dalt Vila.